# Brian O'Rourke
Lord Brian na Múrtha Ó Ruairc (1540? – 1591), en inglés Lord Brian O'Rourke, Señor de Bréifne Occidental en Irlanda, fue un rebelde irlandés que se enfrentó al gobierno inglés durante la Reconquista Tudor de Irlanda. Fue apresado en Escocia y luego enviado a Inglaterra, donde fue ejecutado, convirtiéndose en la primera persona extraditada en Gran Bretaña.

## Primeros años
O'Rourke afirmaba descender de los antiguos reyes de Irlanda, y estaba considerado como un hombre atractivo e inusualmente culto para ser un jefe irlandés. Asumió el liderazgo del clan O'Rourke a mediados de la década de 1560, tras asesinar a sus hermanos mayores, pero Bréifne occidental cayó pronto bajo la administración de la recién creada Presidencia de Connacht. Su territorio se concentraba en las orillas del Lough Gill y en el área de Dromahair. Aún hoy en día se pueden ver los restos de la residencia de O'Rourke en Parke's Castle, cerca de Dromahair.
Aunque la administración inglesa ordenó caballero a O'Rourke, las relaciones entre ambos fueron tensas desde el principio. El Lord Diputado Henry Sidney le describía en 1575 como el hombre más orgulloso con el que había tenido que tratar en Irlanda. Del mismo modo, el presidente provincial Sir Nicholas Malby se refería a él como "el hombre vivo más orgulloso de la tierra". Una década más tarde, Sir Edward Waterhouse diría de él que era "de alguna manera culto, pero de una naturaleza insolente y orgullosa que no obedece salvo por las fuerzas de su Majestas".

## Connacht
En un acuerdo cerrado con Malby en 1577, O'Rourke reconoció la soberanía de la Corona de Irlanda correspondiente a Isabel I. Pero su lealtad fue puesta en cuestión al cabo de dos años, durante la Segunda Rebelión de Desmond en Munster, cuando se alzó contra la Presidencia de Connacht. Sin embargo, más que por adhesión a la causa Geraldina, se sospecha que sus acciones tuvieron más que ver con el enfrentamiento que mantenía con los Dillon, una familia de ingleses viejos asentada en Meath y que pretendía aumentar su influencia en el norte de sus tierras.
En 1584 fue nombrado Presidente Provincial de Connacht Sir Richard Bingham, mientras que Sir John Perrot pasaba a ocupar el cargo de Lord Diputado. O'Rourke denunció inmediatamente al nuevo Presidente, acusándole de acoso durante la primavera y verano de ese mismo año, y en septiembre, Bingham fue convocado al castillo de Dublín por Perrot, que le ordenó cesar sus actividades en Bréifne. Aunque formaba parte de Connacht, el territorio quedó liberado de la presencia de sheriffs, lo que permitió a O'Rourke campar a sus anchas. En 1585, el irlandés acudió a la apertura del Parlamento, donde llamó la atención por su vestuario negro y la compañía de su hermosa mujer.
Durante la formación de la Composition de Connacht, el futuro órgano de negociación entre Dublín y los nobles gaélicos, O'Rourke accedió a entregar sus tierras en 1585. Según lo estipulado en la ley de rendición y reconcesión, O'Rourke recibiría nuevamente esas tierras de la corona en concepto de retribución por sus servicios como caballero, debiendo entregar anualmente un caballo y un pago en oro al Lord Diputado. Sin embargo, y aunque parecía un trato justo, O'Rourke nunca aceptó las cartas de otorgamiento y no consideró los términos del acuerdo como vinculantes.
En mayo de 1586 la tensión entre O'Rourke y Bingham aumentó nuevamente y el irlandés acusó al Presidente ante el consejo de Dublín; los cargos fueron desestimados y Bingham creyó que era Perrot el que había urdido toda la trama. Sin embargo, fue enviado poco después a los Países Bajos; durante su ausencia, Perrot condonó las deudas de O'Rourke y nombró al Señor de Bréifne occidental sheriff de Leitrim por un período de dos años.

## Rebelión
O'Rourke seguía estando descontento con la interferencia inglesa en sus territorios. Tras la partida de Perrot, ayudó a unos ochenta supervivientes de la Armada Invencible, incluyendo al capitán Francisco de Cuéllar, a abandonar el país en el invierno de 1588, mostrándose dispuesto a recibir fuerzas españolas en el futuro. Aunque no fue proclamado rebelde, ofreció una considerable resistencia a la Presidencia, nuevamente en manos de Richard Bingham.
Las quejas de O'Rourke contra el gobierno aumentaron con la violencia desatada en las fronteras de su territorio. Durante unas conversaciones de paz en 1589, aceptó el pago de tributos a la corona, acordados ya por su abuelo, pero rechazó la Composición de 1585, negándose a permitir el establecimiento de una administración inglesa en el nuevo condado de Leitrim. En su lugar, trató de ser nombrado Senescal dependiente del gobierno de Dublín, lo que le hubiera permitido mantener su independencia frente a Bingham. O'Rourke trató de asegurar la posesión de sus tierras, un salvoconducto vitalicio y el compromiso por parte de la presidencia de que no acosaría a los comerciantes que entraran en Bréifne occidental. A cambio, ofrecía su lealtad, aunque sólo de palabra. Sin embargo, no llegó a presentarse en Dublín por miedo a ser apresado.

## Huida y extradición
El sucesor de Perrot, Sir William FitzWilliam, incrementó la presión sobre los territorios fronterizos con el Ulster. Así, durante la primavera de 1590, las tropas de Bingham ocuparon Bréifne occidental, poniendo en fuga a O'Rourke; a finales de ese mismo año, el vecino territorio de Monaghan, perteneciente al clan MacMahon fue incautado por la corona tras la ejecución del jefe MacMahon.
O'Rourke huyó a Escocia en febrero de 1591 en busca, no sólo de asilo político, sino también de mercenarios con los que poder enfrentarse a los ingleses que habían ocupado su territorio. Tras consultar con el embajador inglés, Jacobo VI de Escocia se negó a recibirle y la Reina Isabel, en virtud del Tratado de Berwick exigió la entrega del rebelde irlandés.
El asunto fue presentado al Consejo escocés, que ordenó el arresto y la entrega de O'Rourke a las fuerzas inglesas. Los consejeros de la reina alimentaron las perspectivas de clemencia para O'Rourke, y varios de los miembros del Consejo de Escocia accedieron a la extradición, contando con que el rebelde fuera perdonado. Sin embargo, las expectativas de clemencia resultaron traicionadas, algo que el rey recordaría cuando los ingleses se negaron a extraditar a Escocia al conde de Bothwell algunos años más tarde.
O'Rourke fue arrestado en Glasgow, tras lo que se produjo un estallido de violencia protagonizado por acreedores escoceses de O'Rourke, temerosos de ver incobradas sus facturas, y por irlandeses partidarios del rebelde, indignados ante el trato al que había sido sometido. Finalmente, el 3 de abril de 1591 O'Rourke partió de Glasgow después de que varios barcos y sus tripulaciones hubieran sido atacados por sus seguidores.

## Juicio y ejecución
O'Rourke ingresó entonces en la Torre de Londres, donde permaneció vigilado mientras comenzaba su juicio. Aunque los juicios por traición durante el periodo Tudor tenían más de política que de justicia, existía la duda de si O'Rourke podría ser juzgado en Inglaterra por un delito cometido en Irlanda. Los jueces emitieron un dictamen preliminar basándose en un estatuto emitido durante el reinado de Enrique VIII por el que el juicio podía continuar.
El gran jurado de Middlesex encontró pruebas de traición en varias de las acciones de O'Rourke, las más importantes las relacionadas con el auxilio a los supervivientes de la Armada, el intento de reclutar mercenarios en Escocia y las numerosas acciones armadas protagonizadas por el rebelde en Sligo y Roscommon.
Las acusaciones fueron leídas a O'Rourke el 28 de octubre; un testigo de los hechos afirma que declinó recurrir, aunque se conserva una declaración de no culpabilidad en los registros. Finalmente, O'Rourke fue juzgado y condenado a muerte. El 3 de noviembre de 1591, O'Rourke fue conducido a Tyburn, donde fue ahorcado y descuartizado.

## Legado
Las acciones de O'Rourke como rebelde no son especialmente destacadas. Lo que llama la atención es el mecanismo empleado para derrotarlo: en primer lugar, acciones militares dirigidas por FitzWillian para presionar las fronteras del Ulster; en segundo lugar, la cooperación escocesa con Inglaterra, dando lugar a la primera extradición en la historia de Gran Bretaña; por último, un juicio cometido por traición "al otro lado del mar". Las pruebas de esta traición fueron usadas en el juicio contra John Perrot, que fue igualmente declarado culpable, y la posterior política desarrollada contra los Señores del Ulster provocaron el estallido de la Guerra de los Nueve Años. O'Rourke fue la primera víctima de la nueva política establecida en Gran Bretaña que culminaría con Jacobo I de Inglaterra diez años más tarde.

## Familia
O'Rourke contrajo matrimonio con Lady Burke, y más tarde con Elenora, hija de Gerald FitzGerald, XV conde de Desmond. Entre sus hijos destacó Brian Óg, su heredero, que jugó un papel crucial en la Batalla de Curlew Pass durante la Rebelión de Tyrone. El señorío de O'Rourke fue confiscado y entregado a Teig, otro de sus hijos, pero el territorio de Leitrim quedó incluido en Connacht, a instancias de Bingham.